# Semën Vasil'evič Ėl'ger
Semën Vasil'evič Ėl'ger (in russo Семён Васильевич Эльгер?, in ciuvascio: Çемен Элкер; Bol'šie Abakasy, 1º maggio 1894 – Čeboksary, 6 settembre 1966) è stato un poeta, scrittore e saggista russo, di lingua ciuvascia. Scrisse principalmente in ciuvascio e russo. Eroe della prima guerra mondiale, mutò l'originale cognome Vasil'ev dopo la prigionia in Austria.
Fu insignito di vari premi e riconoscimenti tra i quali Ordine di Lenin e Ordine della Bandiera Rossa del Lavoro.

## Opere
La sua prima opera fu pubblicata nel 1921
- Samana (1928);
- Jumahsem (1928);
- Hĕn-hur ajĕnče (1931, 1937, 1948);
- Šurămpuç kilsen (1940);
- Çută kunsem (1945);
- Vun sakkărmĕš çul (1948, 1953);
- Vutpa çulăm vitĕr (1949, 1982);
- Çyrnisen puhhi (5 tomi, 1960—1964);
- Šĕnkĕl kajăk (1974);
- Hurapa šură (1994);
- Văl vilĕmsĕr (poema).

Alcune sue opere postume vennero tradotte in russo.